# Wit-Rusland op het Eurovisiesongfestival 2010
Wit-Rusland deed mee  aan het Eurovisiesongfestival 2010 in Oslo, Noorwegen. Het was de 7e deelname van het land aan het Eurovisiesongfestival. BTRC was verantwoordelijk voor de Wit-Russische bijdrage voor de editie van 2010.

## Selectieprocedure
In januari 2010 maakte BTRC bekend dat het de Wit-Russische kandidaat intern zou kiezen. Op 29 januari riep BTRC op om liedjes in te sturen. 41 liedjes werden naar BTRC verzonden. Op 25 februari werd de groep 3+2 door de zender verkozen om Wit-Rusland in Oslo te vertegenwoordigen. Op 19 maart, drie dagen voor het verstrijken van de deadline, werd bekendgemaakt dat 3+2 Wit-Rusland zal vertegenwoordigen op het Songfestival met het lied Butterflies.

## In Oslo
In Oslo trad Wit-Rusland aan in de eerste halve finale. Daar ging het land na twee jaar weer eens naar de finale, maar daar werd de groep 3+2 voorlaatste met 18 punten.